# Distaplia skoogi
Distaplia skoogi is een zakpijpensoort uit de familie van de Holozoidae. De wetenschappelijke naam van de soort is voor het eerst geldig gepubliceerd in 1924 door Michaelsen.